# Hufiec Wałbrzych-Miasto
Hufiec Wałbrzych-Miasto
powstał w wyniku decyzji komendanta Chorągwi Dolnośląskiej spowodowanej wzrostem liczebności Hufca Wałbrzych, którego podzielono na dwa: Wałbrzych-Miasto i Hufiec Wałbrzych-Powiat. Oboma hufcami kierował Alojzy Ciasnocha.
Podział ten miał usprawnić pracę, zapewnić drużynom większą pomoc ze strony hufca, ale przydzielenie jednej osobie dwóch funkcji spowodowało skutek odwrotny.
W wyniku zmian organizacyjnych i programowych w ZHP z funkcji komendanta hufca zostaje zwolniony w dn. 10 V 1948 r. Alojzy Ciasnocha, a jego miejsce zajmuje Marian Kozub. 
10 maja 1948 r. na funkcje Komendanta został powołany Wiesław Romanowski. W skład nowej Komendy weszli: Jędrzej  Szydlarski, Wojciech Michalski, Zdzisław Motyl, Krzysztof Chołoniewski, Juliusz Grzybowski, Bogusław Macior, Czesław Kołodziejski i Roman Balsewicz.
1 października 1948 r. Hufiec zostaje połączony z Hufcem Wałbrzych-Powiat.